# Schweizer 300

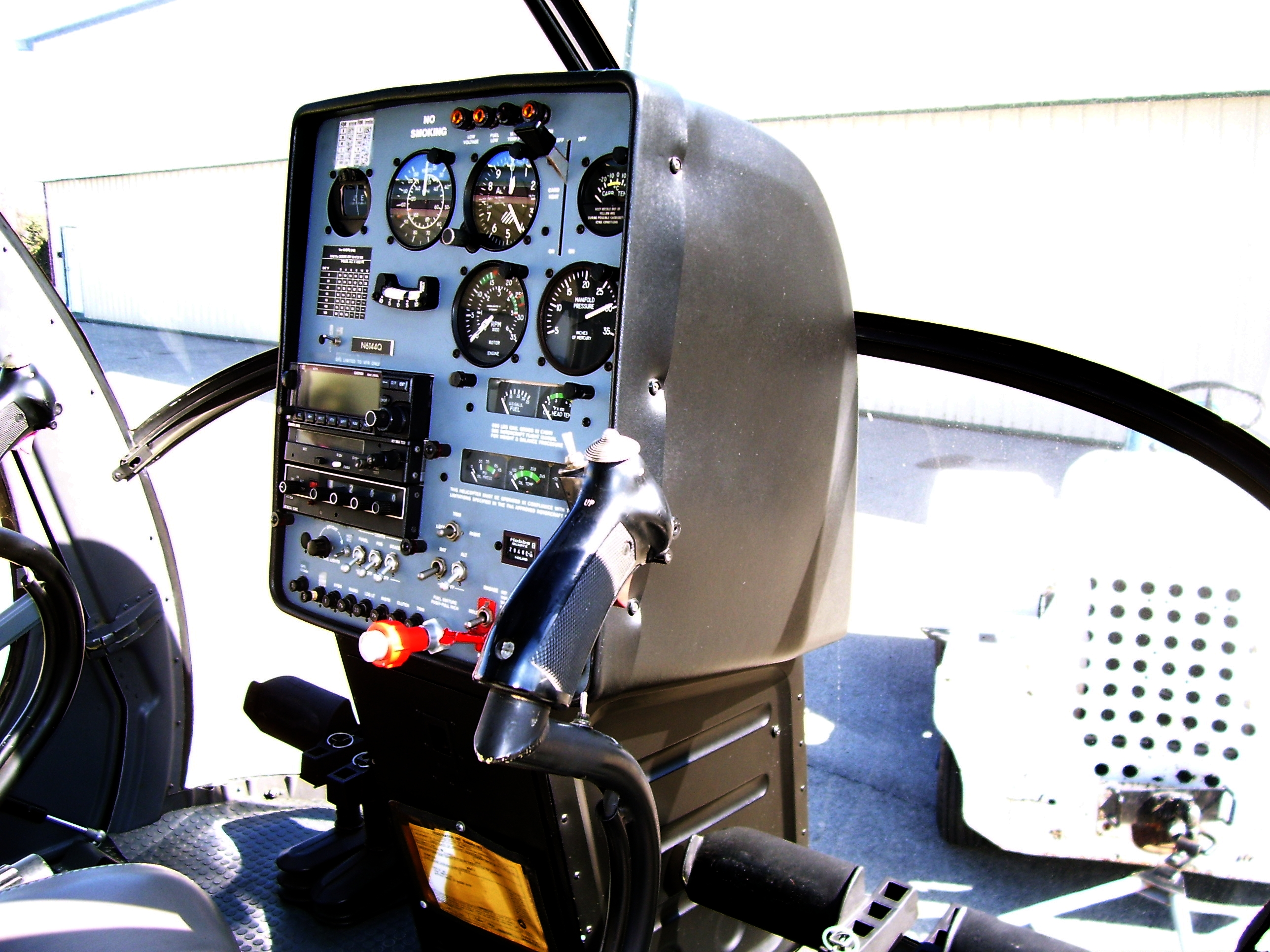
Pannello strumenti dello Schweizer 300.

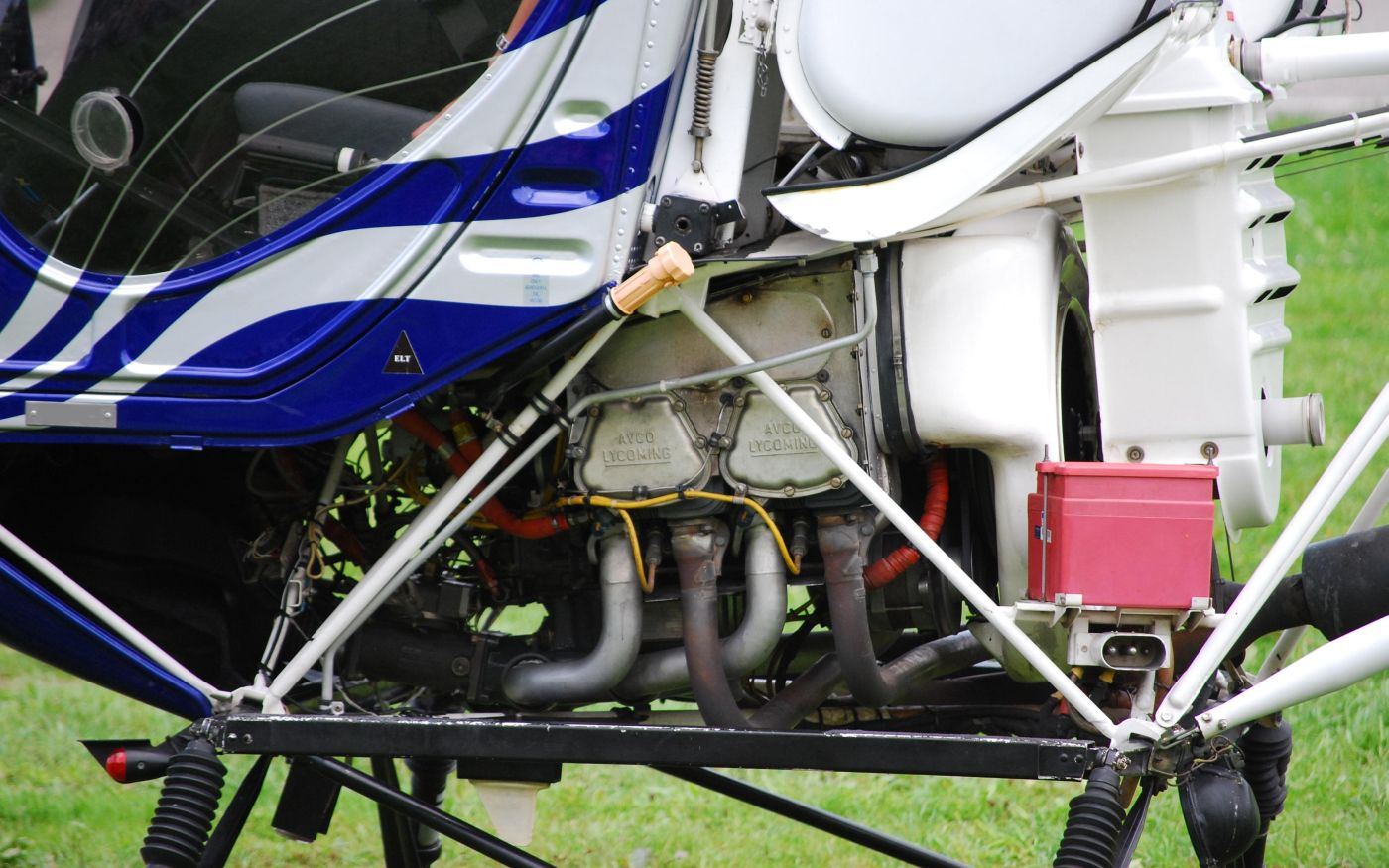
Dettaglio motore.

Gli elicotteri Schweizer 300 (in precedenza Hughes 300) sono una famiglia di aeromobili leggeri, multiruolo, originariamente prodotti dalla Hughes Helicopters come evoluzione dello Hughes 269. Attualmente questi modelli sono prodotti dalla Schweizer Aircraft, di recente divenuta sussidiaria della Sikorsky Aircraft. Il progetto di base, costituito da un rotore principale a tre pale mosso da un singolo motore a pistoni, è in produzione da almeno 50 anni. Gli Schweizer 300 con la loro architettura, rappresentano la soluzione più economica e dal miglior rapporto costo-efficacia per l'addestramento e l'agricoltura.

## Sviluppo
Nel 1955, la Hughes Tool Company's Aircraft Division effettuò una ricerca di mercato che indicò la presenza di domanda per elicotteri leggeri biposto a basso costo. Venne avviata la produzione del Model 269 nel settembre 1955. Il prototipo volò il 2 ottobre 1956, ma bisognò attendere fino al 1960 prima che venisse presa la decisione di avviare la produzione di serie .
Il 9 aprile 1959, il 269 venne certificato dalla Federal Aviation Administration (FAA) e la Hughes continuò la sua attività concentrata sulla produzione per uso civile. Le consegne ai clienti iniziarono nel 1961 e il modello venne nominato 269A a seguito di alcune modifiche nel progetto. Già per metà del 1963 venivano prodotti 20 elicotteri al mese e nella primavera del 1964, il numero di esemplari prodotti era già arrivato a 314. La Hughes aveva ottenuto un successo conquistando una larga porzione del mercato civile di elicotteri con un prodotto che si sarebbe dimostrato popolare per utilizzo per l'agricoltura, uso forze di polizia e altri lavori aerei.

### Il Model 300

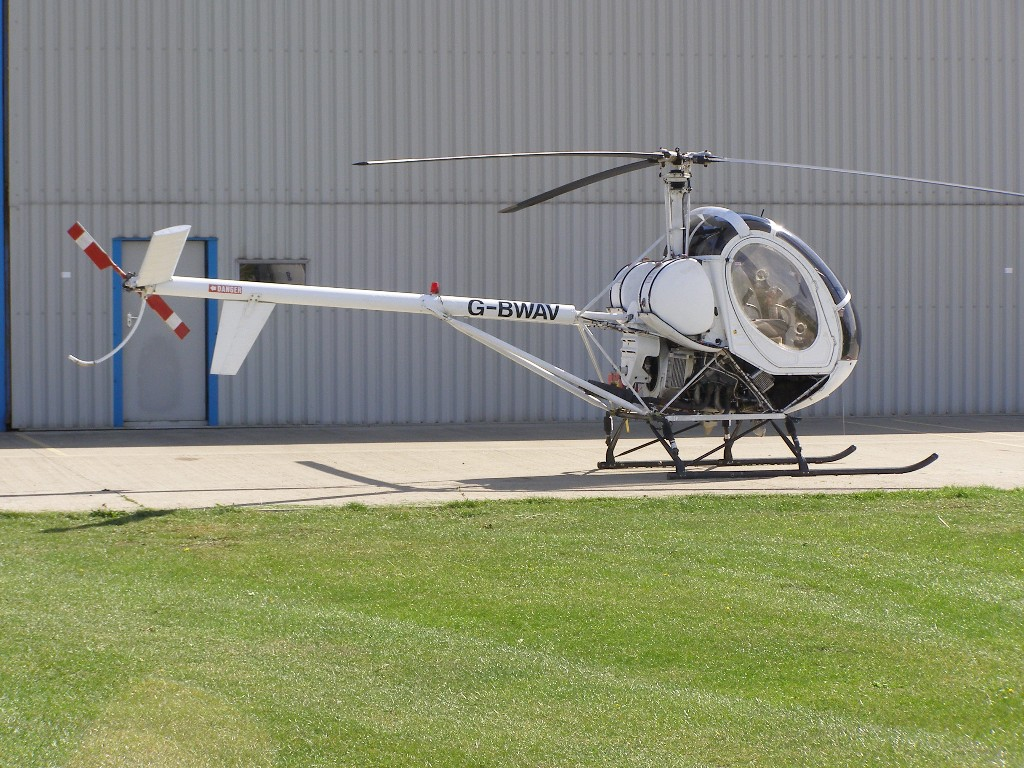
Schweizer 300C

Nel 1964, la Hughes presentò la successiva evoluzione:il modello 269B. Si trattava di una variante leggermente ingrandita del modello 269 originale e in grado di ospitare tre posti. Venne commercializzato con il nome Hughes 300. Lo stesso anno, lo Hughes 269 stabilì un record di durata di 101 ore. Per ottenere il record, due piloti si alternarono ai comandi rimanendo in hovering in effetto suolo per i rifornimenti. Per garantire che non ci fossero infrazioni delle regole per il conseguimento del record, vennero fissate delle uova al lato inferiore dei pattini di atterraggio per registrare ogni possibile contatto con il suolo che avrebbe interrotto la misurazione del tempo di volo utile.
Allo Hughes 300 fece seguito nel 1969 l'ulteriore evoluzione potenziata Hughes 300C (a volte designata 269C), che effettuò il primo volo il 6 marzo 1969 e venne certificata dalla FAA nel maggio 1970. Questa nuova variante introdusse un motore più potente Lycoming HIO-360-D1A da 190 hp (140 kW) e un rotore di diametro maggiore, il che consentì un aumento del carico utile del 45% e un miglioramento di tutte le prestazioni di volo.

### La produzione Schweizer
Fu proprio con il modello 300C che la Schweizer iniziò nel 1983 la produzione su licenza Hughes. Nel 1984 la Hughes Helicopters cessò le attività e venne comprata dalla McDonnell Douglas, ma nel 1986 la Schweizer acquisì da questa tutti i diritti e dalla FAA la certificazione di tipo. Per questa ragione, gli elicotteri vennero denominato per un breve periodo di tempo Schweizer-Hughes 300C e in seguito più semplicemente Schweizer 300C. Il progetto di base è rimasto invariato negli anni, sebbene la Schweizer ha introdotto più di 250 modifiche migliorative minori.

## Varianti
Negli ultimi 50 anni la Hughes, la Schweizer e altri costruttori su licenza in varie nazioni hanno costruito quasi 3000 esemplari del modello 269/300 per usi civili e militari di addestramento. La Schweizer ha però continuato a sviluppare il progetto aggiungendo un motore a turbina e ridisegnando la fusoliera fino ad arrivare allo Schweizer 330. Ulteriori sviluppi del gruppo dinamico, reso in grado di utilizzare meglio la potenza maggiore generata dal motore a turbina, ha portato allo sviluppo dello Schweizer 333.
La Schweizer è stata comprata dalla Sikorsky Aircraft il 26 agosto 2004. I modelli Schweizer 300 completano la gamma di prodotto della società acquirente, occupando la fascia più leggera. Infatti, la Sikorsky era più nota per i suoi modelli medi e pesanti da trasporto e multiuso e ha tratto vantaggio dall'acquisizione. Inoltre, è stato riferito che nella acquisizione, la Sikorsky ha impiegato con successo la tecnologia di "rapid prototyping" originariamente utilizzata durante lo sviluppo dei componenti dinamici del modello 333 e del prototipo RQ-8 Fire Scout, per sviluppare il dimostratore tecnologico X-2.

## Utilizzatori

### Governativi
Costa Rica
- Servicio de Vigilancia Aérea - Fuerza Pública

2 H-269C consegnati, 1 in servizio al febbraio 2019.

### Militari
Brasile
- Brigada Militar de Río Grande do Sul

2 H-269C1 acquistati nel 2010, uno perso in un incidente l'11 febbraio 2022.
 Corea del Nord
- Chosŏn Inmin Kun Konggun

20 tra Hughes 269 e Hughes 300 consegnati e tutti in servizio al novembre 2018.
 El Salvador
- Fuerza Aérea Salvadoreña

6 Schweizer 300C consegnati, 3 in servizio al settembre 2019.
 Giappone
- Rikujō Jieitai

38 TH-55J in servizio dal 1972 al 1995.
 Grecia
- Ellinikós Stratós

16 NH-300C in servizio al maggio 2019.
 Messico
- Armada de México

4 S-300C ed 8 S-269D in servizio all'aprile 2019.
 Perù
- Fuerza Aérea del Perú

6 Schweizer 300C in servizio al dicembre 2016.